# Teasc
Teasc é uma comuna romena localizada no distrito de Dolj, na região de Oltênia. A comuna possui uma área de 40.21 km² e sua população era de 3249 habitantes segundo o censo de 2007.